# Zkušební let Falconu Heavy
Zkušební let Falconu Heavy (v originále Falcon Heavy Demo) je první let rakety Falcon Heavy vyráběné společností SpaceX. První plánované datum startu byl rok 2013, ale postupně docházelo k odkladům. Statický zážeh proběhl 24. ledna 2018 a samotný start na 6. února 2018. Na začátku prosince 2017 bylo oznámeno, že nákladem bude elektromobil Tesla Roadster Elona Muska, který byl po Hohmannově trajektorii vyslán na oběžnou dráhu kolem Slunce, která protíná oběžnou dráhu Marsu.
Při tomto letu nebyl využit plný výkon motorů, ale pouze 92%.

## Vývoj data startu
V roce 2011 SpaceX odhadovala první start Falconu Heavy na rok 2013 a měl proběhnout z Vandenbergovy letecké základny z rampy SLC-4E. První let z Mysu Canaveral byl plánován na rok 2013 nebo 2014. Datum prvního startu se ale mnohokrát odložilo a také bylo změněno místo startu na rampu LC-39A. V lednu roku 2017 byl první start plánován na druhé čtvrtletí roku 2017 s tím, že hned v září téhož roku měla proběhnout druhá mise, STP-2. V březnu 2017 bylo jasné, že start proběhne nejdříve v listopadu 2017, protože bylo nutné rampu upravit pro Falcon Heavy. Na začátku listopadu 2017 byl start plánovaný na konec prosince 2017, ale z důvodu odkladu mise Zuma došlo ke sklouznutí termínu startu na leden 2018.

## Znovupoužitelnost

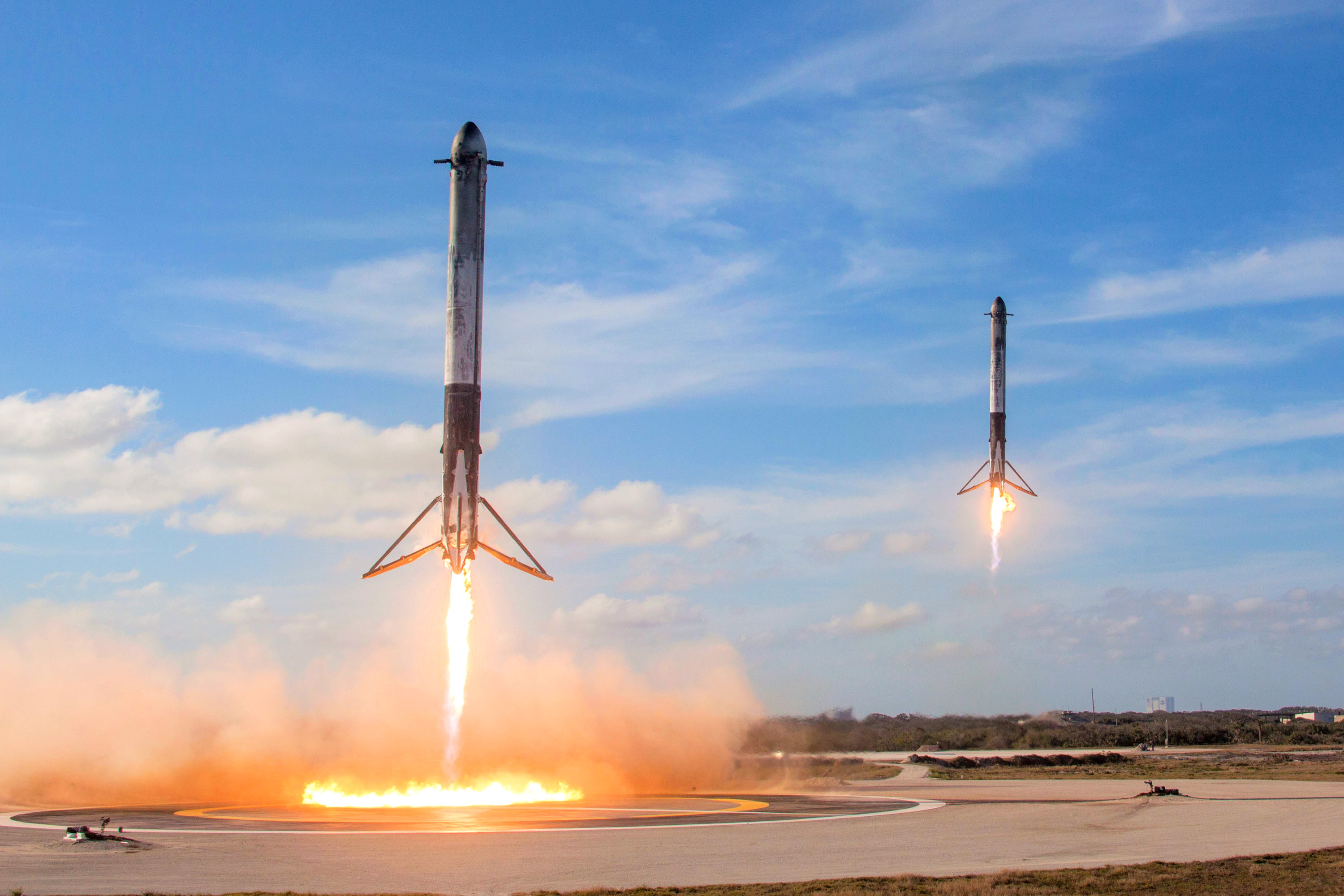
Přistání bočních stupňů na Mysu Canaveral.

Samotnou raketu tvoří tři první stupně a jeden druhý stupeň Falconu 9. Jako boční stupně budou použity již jednou letěné stupně Falconu 9 Block 3, které prošly renovací a přestavbou, aby mohly být použity jako boční stupně. Konkrétně se jedná o stupeň B1023, který poprvé letěl při misi Thaicom 8, a stupeň B1025 z mise CRS-9.
Bylo plánováno přistání všech tří stupňů. Boční stupně úspěšně přistály na LZ-1 a LZ-2, centrálnímu stupni při přistání došla samozapalovací směs pro znovuzažehnutí motorů, takže tvrdě dopadl na hladinu moře vedle ASDS. Před zveřejněním plánu, že bude vynesena Tesla Roadster, se uvažovalo o pokusném maximálním zpomalení druhého stupně rakety za účelem zisku dat pro vývoj plně znovupoužitelné lodi.